# Ituzaingó (departement)
Ituzaingó is een departement in de Argentijnse provincie Corrientes. Het departement (Spaans:  departamento) heeft een oppervlakte van 8.613 km² en telt 30.565 inwoners.

## Plaatsen in departement Ituzaingó
- Colonia Liebig's
- Ituzaingó
- San Antonio
- San Carlos
- Villa Olivari